# Stefano Angeleri
Stefano Angeleri (* 26. August 1926 in Castellazzo Bormida; † 31. Januar 2012 in Bergamo) war ein italienischer Fußballspieler und -trainer.
Als Jugendlicher spielte Angeleri in seiner Heimat Piemont für Vereine in Ovada, Acqui (1943 bis 1944) und Voghera (1945 bis 1947), bevor ihn 1947 Juventus Turin verpflichtete. Bereits 1949 wurde er zu Atalanta Bergamo transferiert. Dort avancierte er mit der Zeit zum Leistungsträger und Spitzenspieler seiner Mannschaft. Lange Zeit war er der Spieler mit den meisten Einsätzen für Bergamo. Der Mittelfeldspieler glich seinen eher schmächtigen Körperbau durch großen Einsatz, Kampfgeist und Spielübersicht aus. Wegen seiner Art, mit flügelartig ausgebreiteten Armen zu rennen, wurde ihm der Spitzname „die Möwe“ zuteil. In der Serie A brachte es Angeleri auf 328 Spiele und vier Tore. In der Serie B hatte er 67 Einsätze. Mit Atalanta Bergamo gewann er 1958/59 die Meisterschaft der Serie B.
Nach Beendigung seiner Spielerkarriere trainierte Angeleri zunächst Jugendmannschaften seines Vereins, bis er 1966 das Traineramt der Ersten von dem entlassenen Ettore Puricelli übernahm. 1969 wechselte er zum AC Parma, der damals noch unterklassig spielte. Nach einigen weiteren Stationen beendete er seine Trainerlaufbahn 1986 bei Calcio Lecco.
Angeleri starb in seiner Wahlheimat Bergamo mit 85 Jahren.